# Sonderkommando Arājs
Le Sonderkommando Arājs (en français : « commando spécial Arājs ») était une unité paramilitaire lettonne, dirigée par le Sturmbannführer-SS (commandant ou major) letton Viktors Arājs, responsable de l'extermination de la moitié des Juifs tués lors de la Shoah en Lettonie. On estime qu'il massacra, si l'on compte ses opérations à Minsk (Biélorussie), entre 50 000 et 100 000 personnes. L'aviateur Herberts Cukurs, capitaine adjoint d'Arājs, fut exécuté en 1965 par le Mossad à Montevideo. Depuis 1991, la Lettonie n'a jugé aucun criminel de guerre nazi.

## La formation dusonderkommando
Actif dans d'autres zones du front de l'Est (notamment la Biélorussie, avec un passage par Minsk, et la Russie), le sonderkommando d'Arājs, composé d'entre 500 à 1 500 volontaires (selon les périodes) fut créé le 4 juillet 1941, peu après le déclenchement de l'opération Barbarossa et quelques jours après la capture de Riga, Victor Arājs s'étant porté volontaire le 1er juillet devant le Brigadeführer Franz Stahlecker, commandant de l'Einsatzgruppe A, avec derrière lui un mélange d'étudiants, de policiers, de membres de confréries, de soldats et de membres du parti fasciste letton Pērkonkrusts. Tous, sans exception, étaient volontaires, et libres de quitter Arājs à tout moment.
Le kommando fut intégré dans la Police auxiliaire lettonne, mais jouissait d'une large autonomie. Le jour même, les sbires d'Arājs capturèrent 500 Juifs dans la synagogue de Riga, rue Gogola, qui n'avaient pas pu fuir l'avancée nazie. Ils furent brûlés vifs tandis que des grenades étaient lancées à l'intérieur de la synagogue.
Le rôle du kommando fut déterminant dans le génocide des Juifs et des Tsiganes, ainsi que dans l'extermination des communistes en Lettonie, le Einsatzgruppe assigné à cette zone n'étant doté que de 170 membres selon l'historien Raul Hilberg. Avec l'aide du sonderkommando Arājs, les Allemands assassinèrent ainsi 29 000 personnes (90 % de Juifs) en Lettonie avant le 10 août 1941, puis le kommando Arājs se distingua en assassinant 27 800 Juifs, forcés de quitter le ghetto de Riga, en deux jours, lors du massacre de Rumbula (30 novembre et 8 décembre 1941). En janvier 1942, il ne restait plus que 4 000 des 70 000 Juifs résidant en Lettonie, le kommando d'Arājs étant responsable de la moitié de ces morts.
Le kommando participa aussi à des opérations « anti-partisans », c'est-à-dire visant les civils, sur le front de l'Est. Ses membres servirent également de gardes du camp de Salaspils.

## Les officiers dukommandoet leur destin après guerre
Outre Viktors Arājs, promu Sturmbannführer en 1943 avec comme assistant le célèbre aviateur letton Herberts Cukurs, le kommando comptait comme personnes connues Konrad Kalejs (en) (1913-8 novembre 2001), l'un des six ou sept officiers aux ordres d'Arājs et qui disposait donc d'une centaine d'hommes sous son commandement. Herberts Cukurs, qui parvient à s'échapper au Brésil après la guerre sans jamais être détenu ni, par conséquent, inculpé, fut abattu par le Mossad en 1965 en Uruguay, toute possibilité de procès demeurant de l'ordre de l'illusoire. Cukurs s'était particulièrement distingué par ses infanticides. Kalejs, lui, qui fut garde à Salaspils, et, selon Rudolf Soms, un ex-membre du kommando, participa à l'annihilation de deux villages en Russie.
Arājs, lui, mystérieusement libéré par les Britanniques en 1949, ne fut arrêté qu'en 1975 et condamné à la perpétuité en 1979 par un tribunal allemand. Konrad Kalejs, qui n'a commencé à être inquiété pour ses crimes que vers la fin 1984 (d'abord arrêté dans l'opération Puño Airlines (en) qui visait aussi des fugitifs de droit commun), est mort dans les années 2000, échappant à l'extradition vers la Lettonie. Selon l'historien Mark Aarons, Kalejs, installé en Australie en 1950, aurait aidé d'autres ex-nazis à s'installer dans ce pays, avant de devenir millionnaire aux États-Unis . Naturalisé australien en 1957, il fut expulsé du Canada en 1997, vers l'Australie, après qu'un juge ait considéré qu'il avait pris part à des crimes de guerre.